# لا تراویاتا (فیلم ۱۹۶۸)
لا تراویاتا (ایتالیایی: La Traviata) یک فیلم موزیکال به کارگردانی ماریو لانفرانکی است که در سال ۱۹۶۷ تولید و در ۲۸ فوریهٔ ۱۹۶۸ منتشر شد.

## بازیگران
- آنا مافو
- فرانکو بونیزولی
- جینو بکی
- آفرو پُلی